# IBM Simon
IBM Simon Personal Communicator（アイビーエム サイモン パーソナル コミュニケーター）とはIBMが設計開発し、三菱電機が製造していたハンドヘルドタッチスクリーン携帯電話・PDAである。ベルサウス・セルラーがアメリカ合衆国にて1994年8月から1995年2月まで販売し5万台売り上げた。Simon Personal Communicatorは電話とPDA機能を一台に統合した世界初の携帯電話である。スマートフォンという用語はSimonの発売では定義されていなかったとはいえ、その機能と性能によってSimonは世界初のスマートフォンと称される。

## 歴史
IBMは1992年11月23日にアメリカ合衆国ネバダ州ラスベガスで開催されたCOMDEXでAnglerという試作機を展示した。この試作機には携帯電話とPDAを一台に統合しており電話やファクシミリ、電子メール、携帯電話対応サイト受信するなどの機能が搭載されており、COMDEX来場者やプレスはこの試作機に多大な関心を示した。その後USAトゥデイの経済面にてAngler設計者のフランク・カノバがAnglerを持っている写真が掲載された。
ベルサウスの役員は1993年11月開催のワイヤレス・ワールド・カンファレンスにてこの試作機の完成版の商品名が「Simon Personal Communicator」に決定したと発表した。ベルサウス・セルラーは1994年5月の販売開始を目指していたが、端末に搭載するソフトウェアの問題により同年8月16日にまでずれ込んだ。Simonは最初15州にて2年契約方式による899ドル、契約無しによる1099ドルの価格で発売したが、その後2年契約方式による599ドルにまで値下げした。
Simonは6ヶ月間の販売で推定5万台売り上げた。
「スマートフォン」という用語は1997年まで定義されていなかったとはいえ、Simonはその機能や性能によって世界初のスマートフォンと称されている。

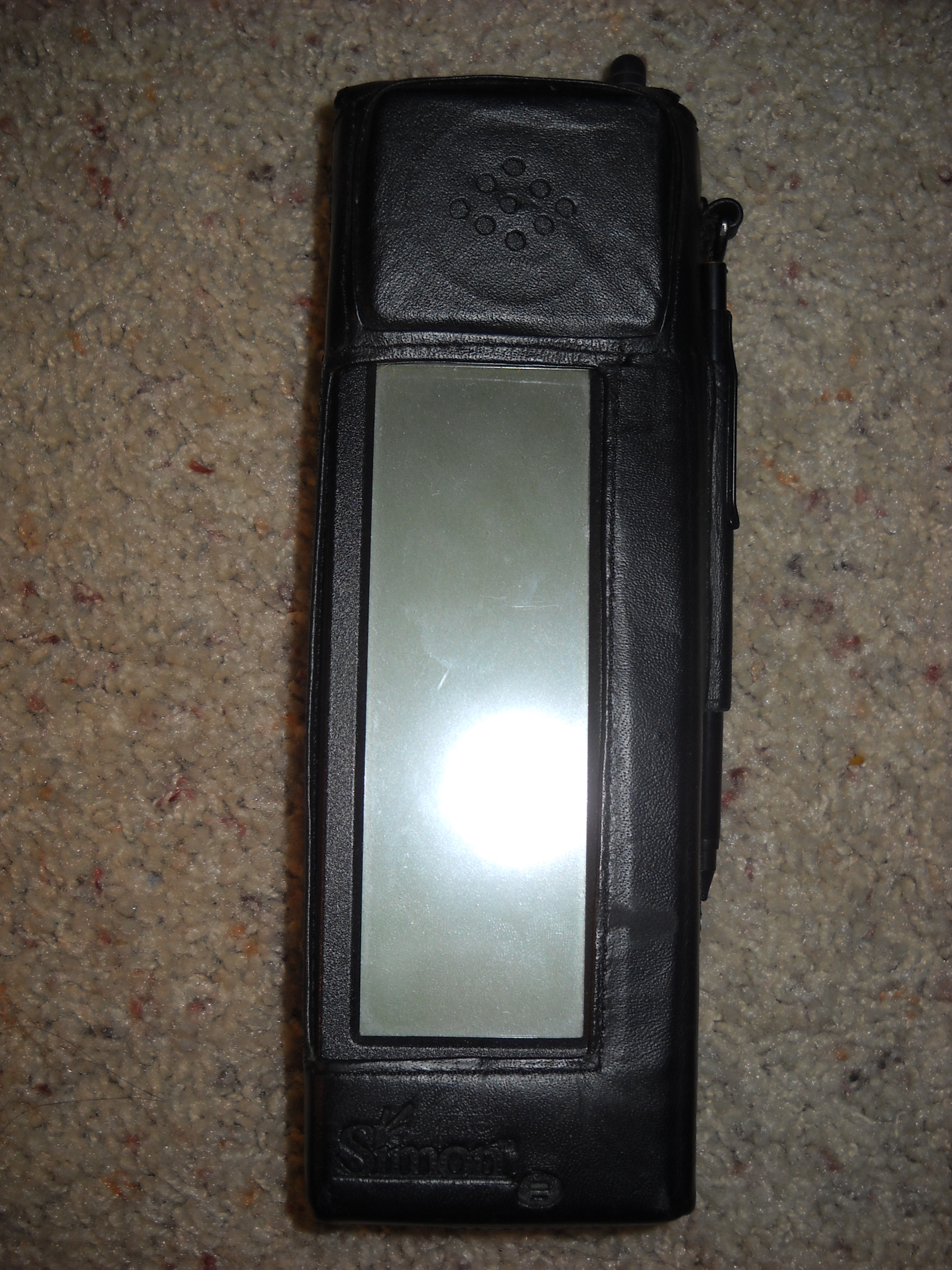
カスタムフィットの革製カバーで保護されているIBM Simon Personal Communicator

## OSとアプリケーション
SimonはDatalight ROM-DOSのファイルシステムとスタッカーによるファイル圧縮を使用している。IBMはSimonで使用するDOSプロンプトの無い独自のタッチスクリーンユーザーインターフェースを開発した。このSimonで使用されていたユーザーインターフェースソフトウェアレイヤーはナビゲーターと呼ばれている。
PCMCIAカードを挿入するか端末の内部メモリにアプリケーションをダウンロードする手段でサードパーティ製アプリケーションを動作させるためのアップグレードも可能だった。
ジョージア州アトランタにあるPDAディメンションズがSimon向けアフターマーケット専用のアプリケーションであるDispatchItを開発した。価格はPC版が2,999ドルでSimonnソフトウェアクライアント対応版が299ドルだった。